# Campionatul Internațional de Scrimă din 1925
Campionatul Internațional de Scrimă din 1925 s-a desfășurat la Oostende, Belgia.

## Rezultate

### Masculin
| Probă               | Aur               | Argint              | Bronz                   |
| Sabie la individual | János Garay (HUN) | Jenő Uhlyárik (HUN) | Attila Petschauer (ITA) |

## Clasament pe medalii
| Loc   | Țară    | Aur | Argint | Bronz | Total |
| ----- | ------- | --- | ------ | ----- | ----- |
| 1     | Ungaria | 1   | 1      | 1     | 3     |
| Total | Total   | 1   | 1      | 1     | 3     |